# Komunistický režim v Rumunsku
Komunistický režim v Rumunsku nebo také komunistické Rumunsko (rumunsky România comunistă) je označení pro období v letech 1947–1989, po které v Rumunsku vládla komunistická diktatura, respektive v letech 1947–1965 jako Rumunská lidová republika (rumunsky Republica Populară Română) a v letech 1965–1989 jako Rumunská socialistická republika (rumunsky Republica Socialistă România).
Politický, hospodářský, sociální, kulturní, ekonomický, společenský atd. život byl postupně podřízen jediné straně, Komunistické straně Rumunska (v letech 1948–1965 nazývané Rumunská dělnická strana), která setrvávala po celé období u moci a zavedla totalitní systém. Straně byly podřízeny i státní instituce.
Z ekonomického hlediska se Rumunsko v tomto období řídilo třemi základními principy: znárodňováním, centralizací a plánováním. Zákon o znárodnění z 11. června 1948 vedl k tomu, že stát získal pod svou správu veškeré průmyslové instituce a majetek nacházející se na jeho území. První rumunský pětiletý plán se uskutečnil v letech 1951–1955 podle sovětského vzoru.

## Období Rumunské lidové republiky (1947–1965)

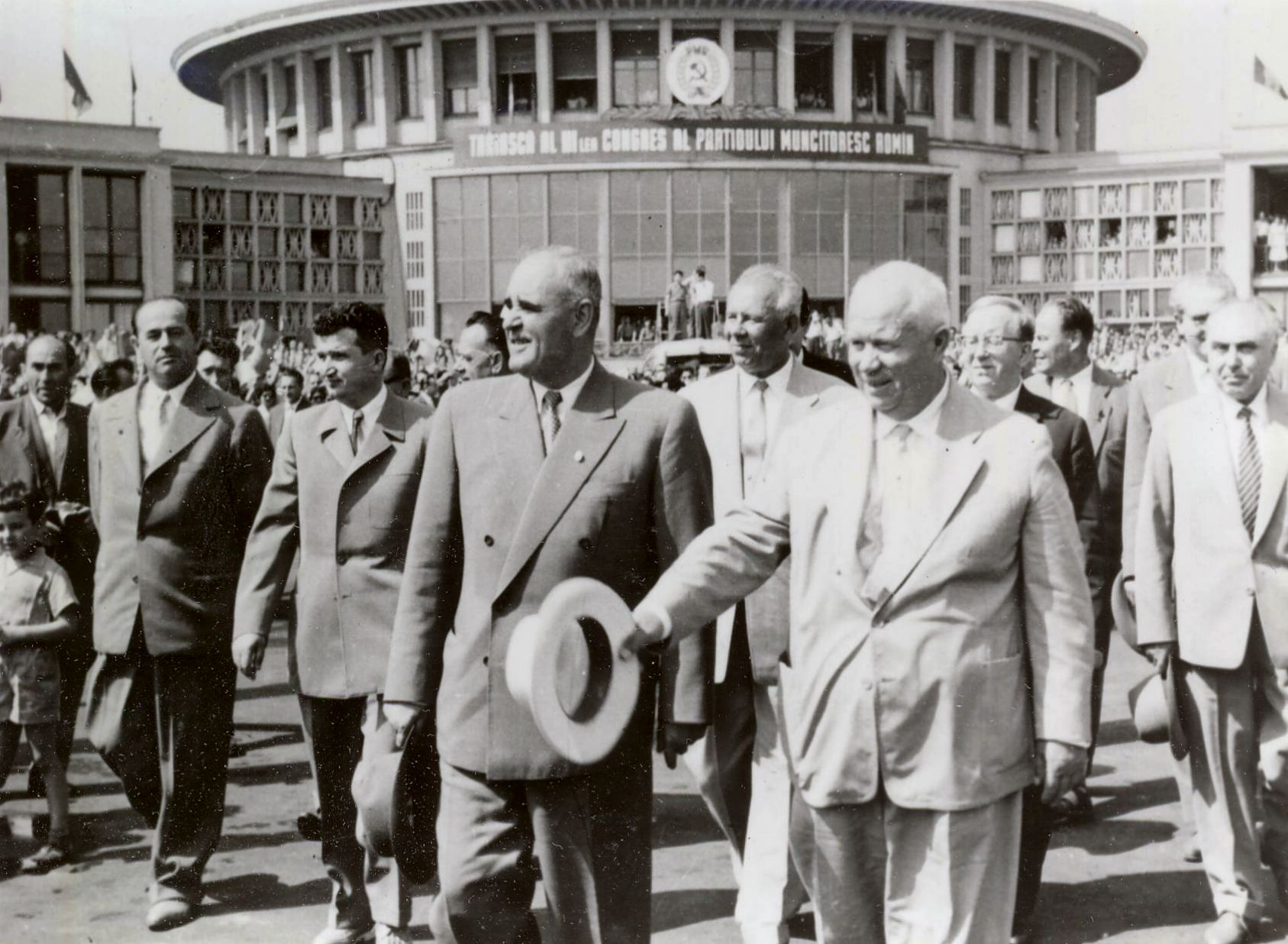
Gheorghe Gheorghiu-Dej, Nicolae Ceaușescu a další komunističtí představitelé přijímají Nikitu Chruščova v Bukurešti (červen 1960)

Po roce 1944 Sovětský svaz stupňoval tlak na to, aby v rumunských poválečných vládách zasedali představitelé nedávno obnovené Komunistické strany Rumunska (strana byla zakázána v roce 1924 na základě přijetí kominternistické teze „o právu utlačovaných národů imperialistického Rumunska na sebeurčení až do oddělení od státu“), zatímco nekomunističtí představitelé byli postupně vyřazováni z politického života.
V prvních letech komunistické vlády využívali rumunské zdroje Sověti prostřednictvím společných rumunsko-sovětských společností SovRom, které byly založeny po druhé světové války za účelem splácení válečných reparací vůči SSSR, stanovených Pařížskými mírovými smlouvami na 300 000 000 dolarů (v přepočtu 5 miliard dolarů v hodnotách roku 2014). SovRomy v Rumunsku neměly žádnou specifickou vlastnost, Sověti zakládali takové společné podniky ve všech zemích, které jim musely platit válečné reparace (ve Finsku byl například založen společný podnik na výrobu dřevěných konstrukcí Puutalo Oy). Velké množství osob bylo popraveno a ještě více jich bylo odsouzeno k trestu odnětí svobody. Existují svědectví o četných případech zneužití, vražd nebo mučení, především politických odpůrců. Na počátku sedmého desetiletí 20. století začala rumunská vláda směřovat k nezávislé politice na Sovětském svazu.

## Rumunská socialistická republika a „epocha“ Nicolae Ceaușesca (1965–1989)

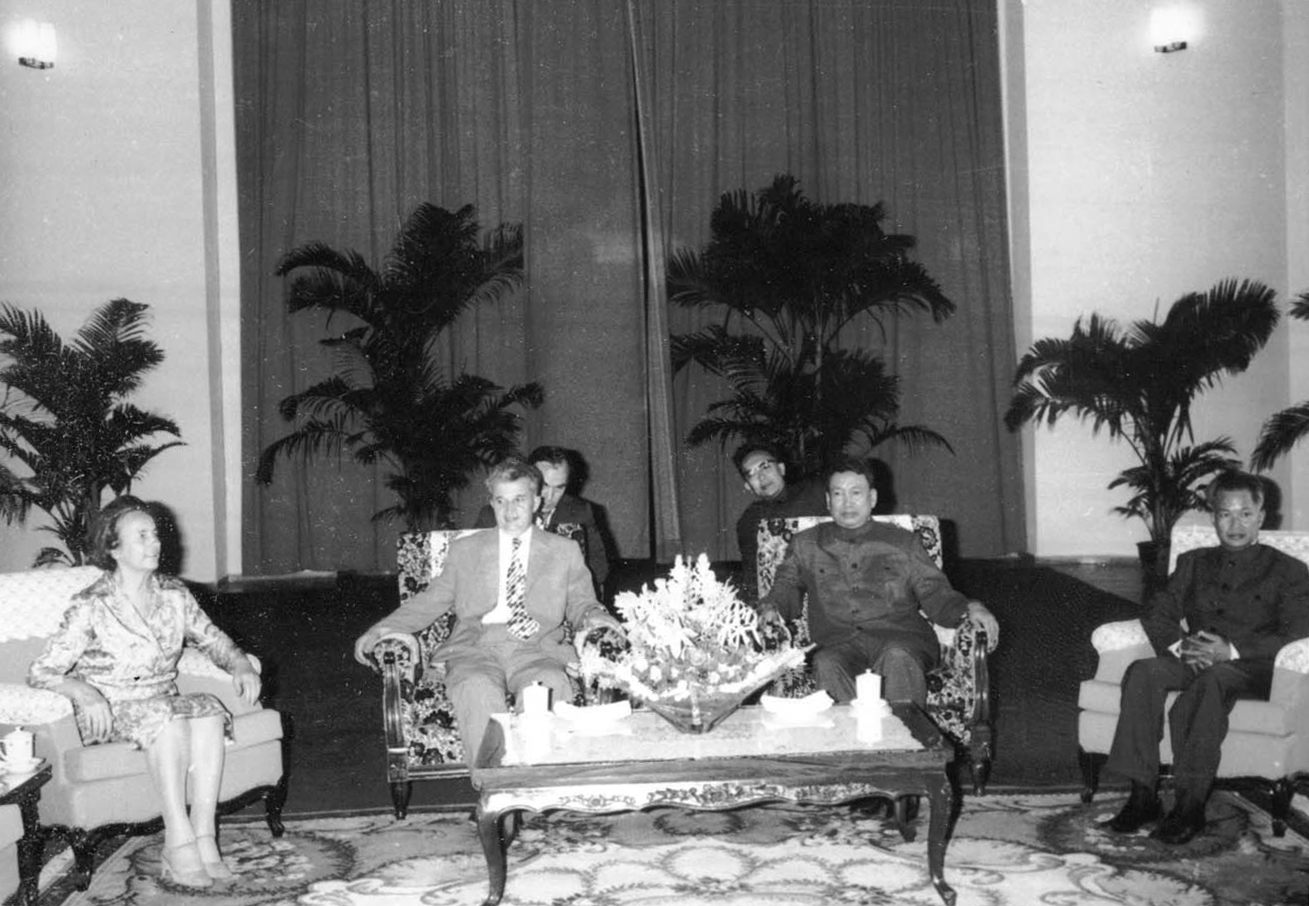
Nicolae Ceaușescu a Elena Ceaușescuová na zahraniční návštěvě u Pol Pota, 30. květen 1978.

Po smrti Gheorghe Gheorghiu-Deje v březnu 1965 byl Nicolae Ceaușescu zvolen novým generálním tajemníkem Komunistická strany Rumunska a v roce 1967 předsedou Státní rady. Odsouzení sovětské invaze do Československa v roce 1968 a krátké zmírnění vnitřních represí pomohlo novému komunistickému vůdci vytvořit si pozitivní image ve státě i na Západě. V roce 1974 se stal doživotním prezidentem Rumunské socialistické republiky.

## Ekonomika v době komunistické vlády
Komunistická vláda po znárodnění v červnu 1948 zavedla plánovaně řízenou ekonomiku s pětiletými plány, stejně jako v ostatních východoevropských zemích okupovaných Sovětským svazem.
Na venkově bylo cílem odstranit ty jednotlivce, kteří měli kapitalistický potenciál (bohaté rolníky, známé jako chiaburi, považované za odpůrce režimu), a kolektivizovat zemědělství. Podle propagandy bylo cílem „zvýšit životní úroveň a kulturu mas“. Za neplnění výrobního plánu byli obviňováni ty osoby, které režim považoval za nežádoucí, považoval je za sabotéry a postavil je před soud. V letech 1949 a 1950 se takových procesů uskutečnilo mnoho.
Nucená industrializace způsobila, že některá průmyslová odvětví (např. strojírenství, ocelářství, chemický průmysl) byla na vzestupu, avšak výroba spotřebního zboží byla zanedbávána. Tento preferovaný druh hospodářského růstu, podporovaný i velkými půjčkami ze Západu, nebylo možné udržet a jeho intenzita postupně klesala, až bylo dosaženo úsporných opatření. Hospodářské potíže a neustálé vnitřní represe od roku 1944 vyústily v roce 1989 v prosincovou revoluci a pád komunistického režimu v Rumunsku.

## Společnost

### Vlivy Západu
V průběhu komunistické totality nastalo několik vln liberalizací a restrikcí. Zejména od šedesátých do osmdesátých let 20. století však do rumunské společnosti pronikaly zahraniční vlivy v podobě zboží či módy. Aspekty jako dlouhé vlasy, poprocková hudba nebo hudební festivaly (např. Cerbul de Aur) byly způsoby, jakými západní kultura ovlivňovala první generaci narozenou v době komunismu.

## Omezování svobody emigrace občanů
Komunistický režim omezoval svobodu vycestování ze země. Emigranti byli považováni za zrádce, neboť takovým krokem odmítli mít podíl na budování socialismu v Rumunsku.
Židovská emigrace
V letech 1959–1989 umožnil stát emigraci téměř 200 tisíc etnických Židů,[zdroj?] kterým Izrael platil vysoké částky v silné měně, zemědělskými produkty a dalšími benefity.
Rumunsko získalo status nejvyšších výhod v roce 1975 díky řadě ústupků vůči Washingtonu, včetně souhlasu s tím, že umožní Židům emigrovat do Izraele nebo Spojených států.
Emigrace etnických Němců
Podle Heinze-Güntera Hüsche, právníka, který zastupoval SRN při jednáních s Rumunskem v letech 1968–1989, bylo v březnu až prosinci 1970 vyjednáno vystěhování 4 tisíc etnických Němců – v roce 1971 celkem 6 tisíc etnických Němců, v roce 1972 stejné množství, v roce 1973 pak 4 tisíc etnických Němců. Vyhláška Státní rady č. 402 z 1. listopadu 1982 stanovila následující: „Osoby, které požádají o trvalý pobyt v zahraničí a je jim toto povolení uděleno, jsou povinny v plné výši uhradit veškeré dluhy, které mají vůči státu, socialistickým jednotkám a jiným organizacím. Rovněž jsou povinny v plné výši zaplatit výživné a veškeré další dluhy vůči jednotlivcům. Osoby, kterým byl schválen trvalý pobyt v zahraničí, jsou povinny uhradit rumunskému státu v cizí měně výdaje vynaložené na školní docházku, specializaci a další vzdělávání, včetně stipendií, v rámci středoškolského, vysokoškolského, postgraduálního a doktorského vzdělávání.“ Částky vyplácené německým státem jako kompenzace za toto školné byly rozděleny následovně: 1 800 německých marek pro osoby se středoškolským vzděláním, 5 500 německých marek pro studenty a 7 000 německých marek pro osoby s ukončeným vysokoškolským vzděláním. V roce 1988 byla stanovena jednotná částka na osobu – 8 950 marek. Peníze byly posílány na účet Rumunské banky pro zahraniční obchod. „V 99 % případů byly peníze použity na zaplacení zahraničního dluhu Rumunska“, uvedl Florian Banu, výzkumný pracovník CNSAS, který na toto téma publikoval studii. Na základě jednání mezi Heinzem-Günterem Hüschem a Securitate opustilo Rumunsko v letech 1968–1989 více než 200 tisíc rumunských Němců.
Média odhadují, že Rumunsko takto opustilo asi 230 000 Švábů a Sasů, kterým německý stát vyplatil přibližně tři miliardy marek odškodného.
Emigrace ostatních skupin občanů
V letech 1970–1973 přinesla operace „Peregrinii“ do rumunské pokladny více než 6 milionů dolarů z prodeje etnických Rumunů.
Rumunští občané, jejichž příbuzní si přáli opustit zemi, nebo dokonce přímo žadatelé o emigraci byli kontaktováni a požádáni o peníze, byty v Rumunsku, auta a další cennosti výměnou za příslib emigrace. Ceny se pohybovaly od 800 do 10 tisíc dolarů na osobu.

## „Raportul Tismăneanu”

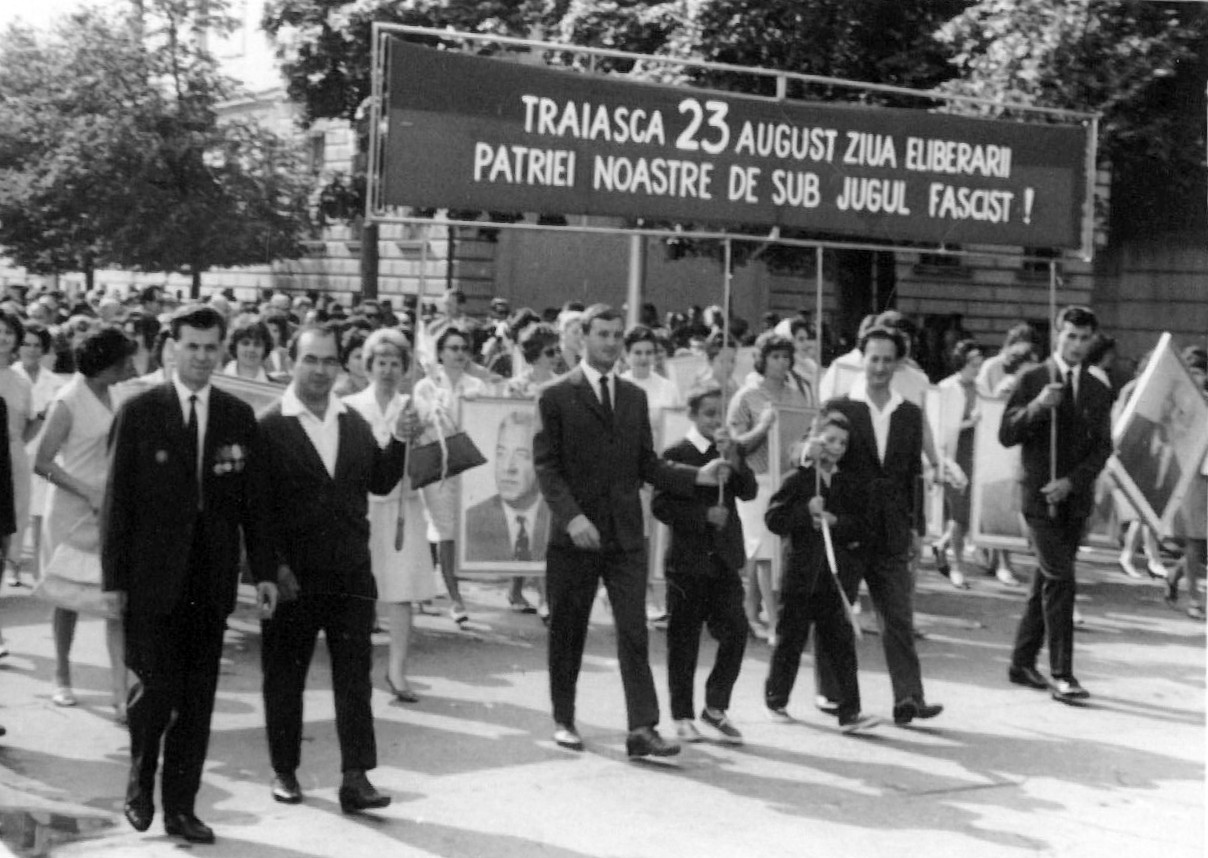
Průvod 23. srpna

Podrobnou analýzu zločinů spáchaných komunistickým režimem v Rumunsku provedla Prezidentská komise pro Analýzu komunistické diktatury v Rumunsku, zřízená rumunským předsednictvím v dubnu 2006, která vypracovala zprávu známou širší veřejnosti jako „Raportul Tismăneanu“. Tato zpráva identifikovala následující hlavní zločiny spáchané komunistickým režimem v Rumunsku:
1. Opuštění národních zájmů kvůli servilitě ve vztazích se SSSR po roce 1945;
2. likvidace právního státu a plurality prostřednictvím podvodů a falšování, zejména po krádeži voleb v listopadu 1946;
3. likvidace politických stran zatýkáním jejich vůdců a aktivistů;
4. zavedení diktátorského režimu zcela podřízeného Moskvě a nepřátelského vůči národním, politickým a kulturním hodnotám, likvidace svobodných odborů, zničení sociální demokracie jako politického hnutí, které se staví proti bolševismu Komunistické strany Rumunska;
5. totální násilná sovětizace Rumunska, zejména v letech 1948–1956, a nastolení despotického politického systému, vedeného ziskuchtivou kastou (nomenklaturou), pevně sjednocenou kolem nejvyššího vůdce;
6. politika sociálního exterminismu (fyzická likvidace určitých společenských kategorií – buržoazie, statkářů, rolníků, intelektuálů, studentů – vraždami, deportacemi, vězněním, nucenými pracemi), která se řídila zásadou třídního boje, si vyžádala 500 tisíc až dva miliony obětí;
7. pronásledování etnických, náboženských a kulturních menšin nebo menšin s odlišnou sexuální orientací;
8. plánovaná likvidace politických vězňů;
9. likvidace partyzánských skupin představujících ozbrojený protikomunistický odboj v horách (1945–1962);
10. represe proti náboženským vyznáním, rozpuštění Sjednocené rumunské církve (řeckokatolické);
11. zatýkání, vraždy, politické věznění nebo deportace odpůrců kolektivizace, násilné potlačování rolnických povstání (1949–1962);
12. deportace za účelem vyhlazení, etnické represe, vyhnání a „zaprodání“ Židů a Němců;
13. represe proti kultuře, extrémní cenzura, zatýkání a ponižování neregistrovaných nebo protestujících intelektuálů (1945-1989);
14. potlačení studentských hnutí a akcí v roce 1956;
15. potlačení dělnických hnutí ve Vale Jiului (1977), v Brašově (1987) a na dalších místech stávek v 80. letech;
16. represe proti odpůrcům a disidentům v 70. a 80. letech (vražda inženýra Gheorghe Ursua, rozsudky smrti nad Mirceou Răceanuem, Ionem Mihaiem Pacepou, Liviem Turcuem a Constantinem Răuțou);
17. likvidace historického a kulturního dědictví v 80. letech (čtvrtina historického centra Bukurešti) ve většině velkých rumunských měst;
18. budování táborů (lagăre) pro děti bez rodičů nebo s postižením (např. Cighid);
19. zavedení abnormálních pravidel „racionální výživy“ – hladovění, žádné topení a stav bídy, ke kterému režim odsoudil celý národ;
20. konceptualizace materiální a morální bídy, stejně jako strachu, jako nástroje k udržení komunistické moci;
21. masakr občanů na příkaz Nicolae Ceausesca se souhlasem vedení Politického výkonného výboru Komunistické strany Rumunska během revoluce v roce 1989.

Zpráva „Tismaneanu“ představila instituce a klíčové postavy komunistického útlaku:
- první generace komunistů;
- úředníci vinní ze „zavádění a udržování systému založeného na zločinu a bezpráví“;
- úředníci represivního aparátu;
- šéfové zpravodajských služeb;
- novináři;
- vedoucí představitelé ideologického aparátu v Ceausescově éře;
- exponenti protochronismu.

Zpráva také jmenuje disidenty komunistického režimu.

### Další publikace
- O istorie a comunismului din România. Manual pentru liceu, Mihai Stamatescu, Raluca Grosescu, Dorin Dobrincu, Andrei Muraru, Liviu Plesa, Sorin Andreescu, Editura Polirom, 2008 - recenze1[nedostupný zdroj] – recenze2 (rumunsky)
- Istoria comunismului din România. Documente perioada Gheorghe Gheorghiu-Dej (1945-1989), Mihnea Berindei, Dorin Dobrincu, Armand Goșu (editori), Bukurešť, Ed. Humanitas, 2009, S. 67–68 a 194–197. (rumunsky)
- Regimul comunist din România. O cronologie politică (1945-1989), Narcis Dorin Ion, Bukurešť, Editura Tritonic, 2003 (ve spolupráci s Mihaiem Reteganem a Cristinou Păiușan); (rumunsky)
- Stalinizarea României. Republica Populară Română 1948 – 1950: transformări instituționale, Nicoleta Ionescu – Gură, Bukurešť, Ed. Bic All, 2005 (rumunsky)
- Colectivizarea agriculturii. Represiunea, vol. I, 1949 – 1953, Dan Cătănuș, Octavian Roske, INST, 2004, S. 74–108. – recenze (rumunsky)
- Comunism și represiune în România. Istoria tematică a unui fratricid național (volum coordonat de Ruxandra Cesereanu, Jasy, Editura Polirom) – recenzeArchivováno 23. 7. 2014 na Wayback Machine. (rumunsky)
- România 1945-1989. Enciclopedia regimului comunist. Represiunea. A-E, coordonator Octavian Roske, Institutul Național pentru Studiul Totalitarismului, 2012 - recenze (rumunsky)
- Stalinizare și destalinizare, Cosmin Budeancă, Florentin Olteanu, Editura Polirom, Jasy, 2015 – recenze (rumunsky)
- Centrul Internațional de Studii asupra Comunismului, Cartea morților din închisori, lagăre, deportări, koordinace a úvodní studie: Romulus Rusan, spolupráce: Ioana Boca, Virginia Ion, Angela Bilcea, Andreea Cârstea, editor Virginia Ion (Bukurešť: Fundația Academia Civică, 2013). (rumunsky)
- Stephane Courtois (koordinátor), Nicolas Werth, Jean-Louis Panne, Andrzej Paczkowski, Karel Bartosek, Jean-Louis Margolin, Cartea Neagră a Comunismului. Crime, teroare, represiune (Bukurešť: Humanitas, Fundația Academia Civică, 1998); (rumunsky)
- Dennis Deletant, Teroarea comunistă în România: Gheorghiu-Dej și statul polițienesc, 1948-1965, překladatel Lucian Leuștean (Jasy: Polirom, 2001). (rumunsky)
- Dennis Deletant, România sub regimul comunist, překladatel Delia Războiescu (Bukurešť: Fundația Academia Civică, 2012); (rumunsky)
- Ovidiu Leonte, „«Problema catolică». Studiu de caz: Rebeliunea de la Butea (august 1949)”, Anuarul IICCMER 2024, vol. XIX, Editura Polirom, Jasy, S. 265. (rumunsky)
- Ovidiu Leonte, Practici și politici represive în perioada comunistă, Studiu de caz: fostul județ/raion Roman (1948-1964), Editura Junimea, Jasy, 2022. (rumunsky)

O deportacích a zadržování
- Uranus - Gherla, via Salcia: vieți amânate, Alexandru Mihalcea, Editura Ex Ponto, 2005 – recenze1Archivováno 24. 2. 2014 na Wayback Machine. – recenze2Archivováno 23. 2. 2014 na Wayback Machine. (rumunsky)
- Dimensiunea represiunii din România în regimul comunist. Dislocări de persoane și fixări de domiciliu obligatoriu, Nicoleta Ionescu – Gură, Bukurešť, Ed. Corint, 2010 (rumunsky)